# Aeonium canariense
Aeonium canariense és una espècie herbàcia de la família de les crassulàcies endèmica de les Canàries.

## Morfologia
Les seves tiges són molt curtes, erectes, gruixudes, que no ramifiquen (normalment) o amb molt poques branques que són horitzontals. Grans rosetes, aplanades, amb un contorn molt arrodonit a causa de la molt marcat superposició de les seves grans puntes de fulles, entre 15 i 30 (fins a 45) cm de diàmetre. Les fulles joves són deprimides i imbricades, tenen un color verd intens, finament glandular - pubescent, tant a la cara superior com a la inferior i a les vores, molt àmpliament espatulades, línies o pseudo-peciolades a la seva part més baixa, transversalment el·líptica al seu terç superior, d'uns 10 a 15 cm de longitud i de 6 a 7 cm d'ample a la seva part superior, d'1,5 cm d'ample a la part més baixa, no balsàmic. Tiges de les flors de 4 a 6 dm d'alçada, gruixudes, glandular-pubescents, vestides amb petites fulles ovades sèssils. La inflorescència és com la d'altres Aeonium, d'uns 25 i 30 cm de llarg i entre 25 i 30 cm d'ample, amb branques subpatents, dividint-se la meitat superior de 3 a 4 ramells florífers. Poques bràctees, petites, partides, subsèssils. Calze glandular-pubescents, de 3 mm de longitud, dividides cap a la meitat del camí cap avall en segments lanceolats. Pètals lanceolats de 8 mm de longitud. Els episèpals fan 7 mm de llarg. Els ovaris penjants igualant els estils rígids penjants.

## Distribució i hàbitat
Illes Canàries, a La Gomera, localment abundant, entre els 300 i 900 msnm, més abundant cap al límit superior, principalment sobre roques, tot i que sobretot al costat nord de la Degollada de San Sebastián es comporta com una espècie boscosa, vivint entre falgueres i molsa. A Tenerife és comuna a roques i cingles de la costa nord des d'Anaga fins a Teno, des de prop del nivell del mar fins a les zones forestals a 600-1.300 m, sud-oest, Tamaimo, etc.

## Taxonomia
El grup canariense es reconeix principalment pel seu baix port i grans fulles, que són aixafades. L'espècie present es distingeix en realitat dels seus aliats per les seves fulles, linears per sota i que acaba en una àmplia expansió que és oval, amb l'eix transversal més llarg que l'eix de la fulla. En la naturalesa i normalment també en el cultiu, les fulles són deprimides, formant una rosetes que és aplanada; en els penya-segats de la Gomera, aquest caràcter és molt marcat, i la planta ens recorda a les rosetes aixafades, com un plat, de l'espècie de Tenerife Aeonium tabulaeforme, si bé aquesta rarament emet tiges.
Aeonium canariense va ser descrita per (L.) Webb i Berthel. i publicat a Hist. Nat. Iles Canaries Tome troisieme [Botanique] pt. 2(1): 196 1841. Praeger (1865 - 1953) la descrigué amb el basiònim: Aeonium subplanum a Journ. of Bot. 66,221 (1928). Un altre sinònim esmentat és Sempervivum canariense L.